# Друга похідна

Друга похідна квадратичної функції є константною.

У диференційному численні друга похідна чи похідна другого порядку функції {\displaystyle f} — похідна від похідної {\displaystyle f}.
Тобто, друга похідна показує, як змінюється швидкість зміни величини; наприклад, друга похідна від положення тіла по часу є миттєвим прискоренням тіла, чи швидкістю, з якою швидкість тіла змінюється відносно часу.
В нотації Лейбніца:
{\displaystyle \mathbf {a} ={\frac {d\mathbf {v} }{dt}}={\frac {d^{2}{\boldsymbol {x}}}{dt^{2}}},}
де останній дріб є виразом другої похідної.
На графіку функції друга похідна відповідає кривині чи увігнутості графіку. Графік функції з додатною другою похідною ввігнутий угору, тоді як графік функції з від'ємною другою похідною вигинається протилежним чином.

## Друга похідна степеневої функції
Для обчислення другої похідної степеневої функції можна двічі застосувати правило степеня:
{\displaystyle {\frac {d^{2}}{dx^{2}}}\left[x^{n}\right]={\frac {d}{dx}}{\frac {d}{dx}}\left[x^{n}\right]={\frac {d}{dx}}\left[nx^{n-1}\right]=n{\frac {d}{dx}}\left[x^{n-1}\right]=n\left(n-1\right)x^{n-2}}

### Приклад
Дано функцію {\displaystyle f(x)=x^{3}}, похідна {\displaystyle f} є функцією {\displaystyle f'\left(x\right)=3x^{2}}.
Друга похідна {\displaystyle f} є похідною {\displaystyle f'}, а саме: {\displaystyle f''(x)=6x}.

## Позначення
Друга похідна функції {\displaystyle f\left(x\right)} зазвичай позначається {\displaystyle f''\left(x\right)}. Тобто {\displaystyle f''=\left(f'\right)'}.
При використанні нотації Лейбніца, друга похідна залежної змінної {\displaystyle y} по незалежній змінній {\displaystyle x} записується як {\displaystyle {\frac {d^{2}y}{dx^{2}}}}.
Це позначення походить із формули {\displaystyle {\frac {d^{2}y}{dx^{2}}}={\frac {d}{dx}}\left({\frac {dy}{dx}}\right)}.

## Геометричний сенс

Графік від до. Дотична синя, де крива опукла, зелена, де крива увігнута, і червона у точках перегину (0, і)

### Увігнутість
Друга похідна функції {\displaystyle f} вимірює увігнутість графіку {\displaystyle f}. Функція, друга похідна якої додатна, буде ввігнутою вгору (також називається опуклою), що означає те, що дотична лежатиме нижче графіку функції. Аналогічно, функція, друга похідна якої від'ємна, буде ввігнутою вниз (також називається просто увігнутою), а її дотичні лежатимуть над графіком функції.

### Точки перегину
Якщо друга похідна функції змінює знак, графік функції змінюватиметься з увігнутого до опуклого або навпаки. Точка, де це відбувається, називається точкою перегину. Припускаючи, що друга похідна неперервна, вона повинна набувати значення нуля в будь-якій точці перегину, хоча не кожна точка, де друга похідна дорівнює нулю, обов'язково є точкою перегину.

### Перевірка другої похідної
Відношення між другою похідною та графіком може використовуватися для перевірки, чи є стаціонарна точка для функції (тобто точка, де {\displaystyle f'\left(x\right)=0}) локальним максимумом або локальним мінімумом. Конкретно,
- Якщо {\displaystyle f''\left(x\right)<0} {\displaystyle f} має локальний максимум у {\displaystyle x}.
- Якщо {\displaystyle f''\left(x\right)>0} {\displaystyle f} має локальний мінімум {\displaystyle x}.
- Якщо {\displaystyle f''\left(x\right)=0}, перевірка другої похідної нічого не каже про точку {\displaystyle x}, можлива точка перегину.

Причину того, чому друга похідна дає такі результати, можна побачити шляхом аналогії з реальним світом. Розглянемо транспорт, який спочатку рухається вперед на великій швидкості, але з від'ємним прискоренням. Чітке положення транспорту в точці, де швидкість досягає нуля, буде максимальною відстанню від початкового положення — після цього часу швидкість стане від'ємною, а транспорт розвернеться. Те саме справджується для мінімуму з транспортом, який спочатку має дуже від'ємну швидкість, але додатне прискорення.

## Границя
Можливо написати єдину границю для другої похідної:
{\displaystyle f''(x)=\lim _{h\to 0}{\frac {f\left(x+h\right)-2f\left(x\right)+f\left(x-h\right)}{h^{2}}}}
Границя називається другою симетричною похідною. Зауважте, що друга симетрична похідна може існувати навіть тоді, коли (звичайна) друга похідна не існує.
Вираз праворуч можна записати як різницю часток різниць часток:
{\displaystyle {\frac {f\left(x+h\right)-2f\left(x\right)+f\left(x-h\right)}{h^{2}}}={\frac {{\frac {f\left(x+h\right)-f\left(x\right)}{h}}-{\frac {f\left(x\right)-f\left(x-h\right)}{h}}}{h}}}
Цю границю можна бачити як неперервну версію другої різниці для послідовностей.
Існування вищенаведеної границі не означає того, що функція {\displaystyle f} має другу похідну. Вищенаведена границя просто дає можливість обчислення другої похідної, але не забезпечує визначення. Як контрприклад, подивимося на знакову функцію {\displaystyle \operatorname {sgn}(x)}:
{\displaystyle \operatorname {sgn}(x)={\begin{cases}-1&{\text{if }}x<0,\\0&{\text{if }}x=0,\\1&{\text{if }}x>0.\end{cases}}}
Знакова функція не є неперервною в нулі, а тому друга похідна для {\displaystyle x=0} не існує. Але вищенаведена границя існує для {\displaystyle x=0}:
{\displaystyle {\begin{aligned}\lim _{h\to 0}{\frac {\operatorname {sgn} \left(0+h\right)-2\operatorname {sgn} \left(0\right)+\operatorname {sgn} \left(0-h\right)}{h^{2}}}&=\lim _{h\to 0}{\frac {1-2\cdot 0+\left(-1\right)}{h^{2}}}\\&=\lim _{h\to 0}{\frac {0}{h^{2}}}\\&=0\end{aligned}}}

## Квадратичне наближення
Так само, як перша похідна пов'язана з лінійними наближеннями, друга похідна пов'язана з найкращими квадратичними наближеннями для функції {\displaystyle f}. Це квадратична функція, перша та друга похідні якої ті самі, що й для {\displaystyle f} у даній точці. Формулою найкращого квадратичного наближення до функції {\displaystyle f} коло точки {\displaystyle x=a} є
{\displaystyle f\left(x\right)\approx f\left(a\right)+f'\left(a\right)\left(x-a\right)+{\tfrac {1}{2}}f''\left(a\right)\left(x-a\right)^{2}}
Це квадратичне наближення є поліномом Тейлора другого порядку для функції в околиці точки a.

## Власні значення та вектори другої похідної
Для багатьох комбінацій крайових умов можна отримати явні формули власних значень і векторів другої похідної. Наприклад, нехай {\displaystyle x\in \left[0,L\right]} і гомогенні граничні умови Діріхле, тобто {\displaystyle v\left(0\right)=v\left(L\right)=0}, власні значення є {\displaystyle \lambda _{j}=-{\frac {j^{2}\pi ^{2}}{L^{2}}}} та відповідні власні вектори (також звані власними функціями) є {\displaystyle v_{j}\left(x\right)={\sqrt {\frac {2}{L}}}\sin \left({\frac {j\pi x}{L}}\right)}. Тут {\displaystyle v''_{j}\left(x\right)=\lambda _{j}v_{j}\left(x\right),\,j=1,\ldots ,\infty }.

## Узагальнення для функцій із кількома змінними

### Гессіан
Друга похідна узагальнюється до вищих вимірів через notion других часткових похідних. Для функції {\displaystyle f}: {\displaystyle R^{3}\to R} вони включають три часткові похідні другого порядку: {\displaystyle {\frac {\partial ^{2}f}{\partial x^{2}}}}, {\displaystyle {\frac {\partial ^{2}f}{\partial y^{2}}}} і {\displaystyle {\frac {\partial ^{2}f}{\partial z^{2}}}} та змішані часткові похідні: {\displaystyle {\frac {\partial ^{2}f}{\partial x\,\partial y}}}, {\displaystyle {\frac {\partial ^{2}f}{\partial x\,\partial z}}} і {\displaystyle {\frac {\partial ^{2}f}{\partial y\,\partial z}}}.
Якщо і зображення, й область визначення функції мають потенціал, то вони вкладаються разом у симетричну матрицю, відому як Гессіан. Власні значення цієї матриці можуть використовуватися для реалізації багатозмінного аналога перевірки другої похідної (див. також тест другої часткової похідної).

### Лапласіан
Іншим поширеним узагальненням другої похідної є Лапласіан. Це диференційний оператор {\displaystyle \nabla ^{2}}
{\displaystyle \nabla ^{2}f={\frac {\partial ^{2}f}{\partial x^{2}}}+{\frac {\partial ^{2}f}{\partial y^{2}}}+{\frac {\partial ^{2}f}{\partial z^{2}}}}
Лапласіан функції дорівнює дивергенції градієнту та сліду матриці Гессіану.

### Друкована
- Банах С. Диференціальне та інтегральне числення = Rachunek różniczkowy i całkowy. — 2-е. — М. : Наука, 1966. — 436 с.(рос.)
- Ляшко І.І., Ємельянов В.Ф., Боярчук О.К. Математичний аналіз. Частина 1. — К. : Вища школа, 1992. — 496 с. — ISBN 5-11-003757-4.(укр.)
- Дороговцев А. Я. Математичний аналіз. Частина 1. — К. : Либідь, 1993. — 320 с. — ISBN 5-325-00380-1.(укр.)
- Rudin, Walter(інші мови) (1986). Principles of Mathematical Analysis (PDF) (англ.) (вид. 3rd). New York: McGraw-Hill. с. 342.
- Апостол, Том М. (червень 1967), Calculus, Vol. 1: One-Variable Calculus with an Introduction to Linear Algebra, т. 1 (вид. 2-е), Wiley, ISBN 978-0-471-00005-1
- Евес, Говард (2 січня 1990), An Introduction to the History of Mathematics (вид. 6-е), Brooks Cole, ISBN 978-0-03-029558-4
- Співак, Майкл (вересень 1994), Calculus (вид. 3-е), Publish or Perish, ISBN 978-0-914098-89-8
- Стюарт, Джеймс (24 грудня 2002), Calculus (вид. 5-е), Brooks Cole, ISBN 978-0-534-39339-7

### Онлайн-книги
- Григорій Михайлович Фіхтенгольц. Курс диференціального та інтегрального числення. — 2025. — 2391 с.(укр.)
- Ляшко І. І., Боярчук О. К., Гай Я. Г., Головач Г. П. Математичний аналіз в прикладах і задачах. — 2025. — 250+ с.(укр.)
- Кровелл, Бенджамін (2003), Calculus, архів оригіналу за 4 лютого 2012, процитовано 2 вересня 2018
- Гарретт, Пол (2004), Notes on First-Year Calculus, архів оригіналу за 5 лютого 2012, процитовано 2 вересня 2018
- Гуссейн, Фараз (2006), Understanding Calculus, архів оригіналу за 26 березня 2019, процитовано 2 вересня 2018
- Кейслер, Г. Джером (2000), Elementary Calculus: An Approach Using Infinitesimals, архів оригіналу за 1 травня 2011, процитовано 2 вересня 2018
- Мох, Шон (2004), Unabridged Version of Sean's Applied Math Book, архів оригіналу за 15 квітня 2006, процитовано 2 вересня 2018 {{citation}}: Cite має пусті невідомі параметри: |1=, |2=, |3= та |4= (довідка)
- Слотер, Ден (2000), Difference Equations to Differential Equations, архів оригіналу за 14 квітня 2012, процитовано 2 вересня 2018
- Странг, Гілберт (1991), Calculus, архів оригіналу за 25 лютого 2010, процитовано 2 вересня 2018
- Строян, Кейт Д. (1997), A Brief Introduction to Infinitesimal Calculus, архів оригіналу за 11 вересня 2005, процитовано 2 вересня 2018 {{citation}}: Cite має пусті невідомі параметри: |1=, |2= та |3= (довідка)
- Вікіпідручник, Calculus (англійською) , архів оригіналу за 3 вересня 2018, процитовано 2 вересня 2018